# 레이즈드 바이 울브스
《레이즈드 바이 울브스》(영어: Raised by Wolves)는 HBO 맥스에서 2020년 9월부터 2022년 2월까지 방영된 미국의 공상 과학 드라마이다.